# Hem-Monacu
Hem-Monacu település Franciaországban, Somme megyében. Lakosainak száma 129 fő (2022. január 1.). Hem-Monacu Curlu, Cléry-sur-Somme, Feuillères, Frise és Maurepas községekkel határos.

## Népesség
A település népességének változása:
| Lakosok száma | 128  | 129  | 127  | 128  | 131  | 134  | 132  | 130  | 129  |
|               | 2013 | 2015 | 2016 | 2017 | 2018 | 2019 | 2020 | 2021 | 2022 |